# 奇力島

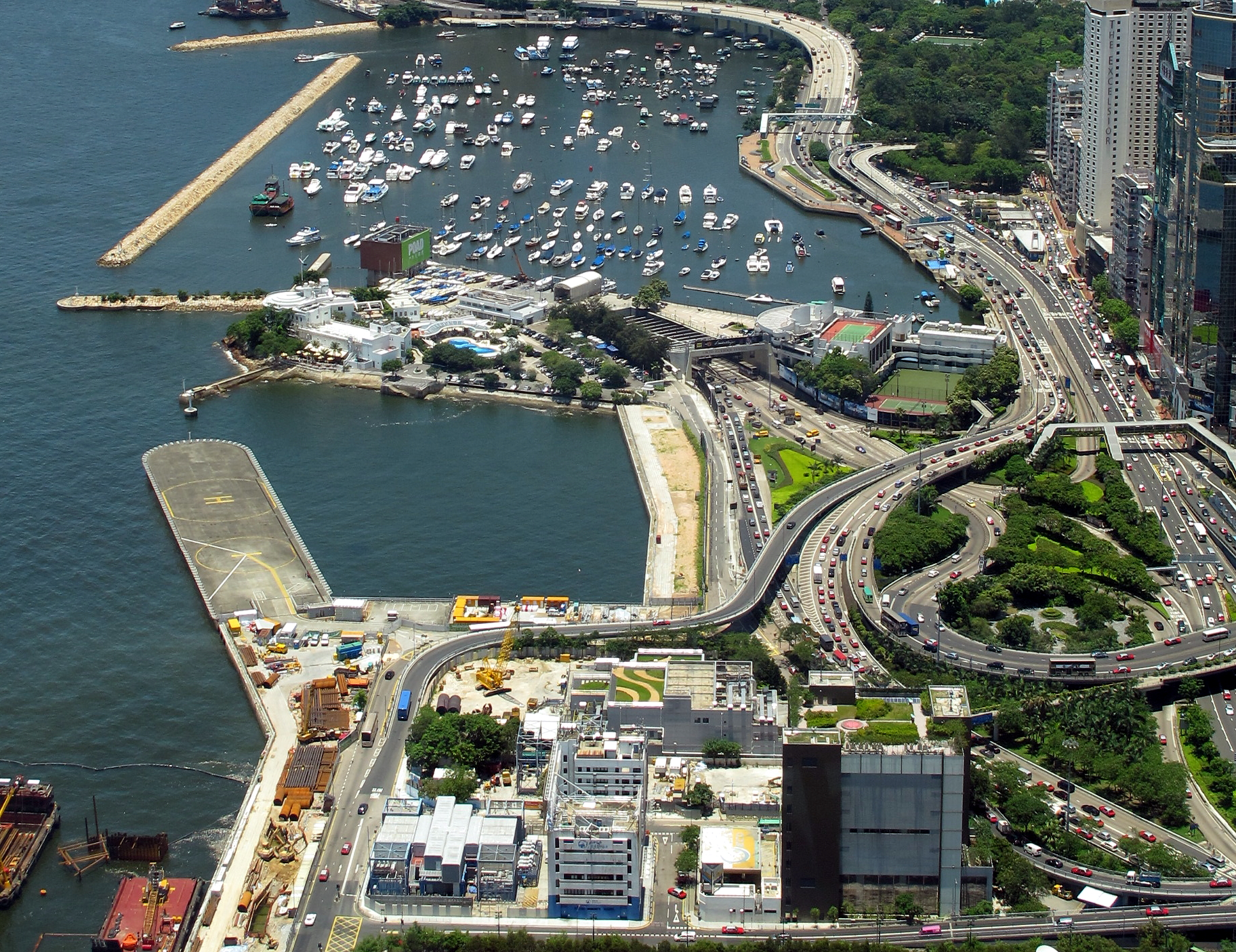
填海後已連陸的奇力島（2010年）

奇力島（英語：Kellett Island，又譯吉列島或加列島），華人又俗稱燈籠洲，位於東角以北，東面為銅鑼灣，西面為鵝頸與灣仔北。
奇力島是香港灣仔區一個曾經存在過的無人島，也曾是維多利亞港水域內極少數島嶼之一。

## 地名源由

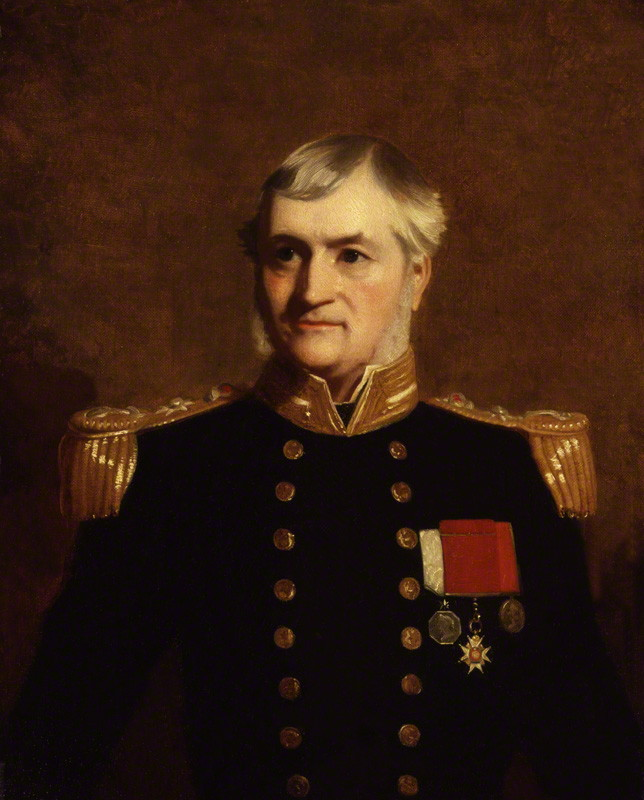
奇力爵士

根據官方地圖資料顯示，奇力島得名自一位名為奇力（Kellett）的英國皇家海軍測量工程師。
英國佔領香港島之前，該島稱為燈籠洲。

## 歷史

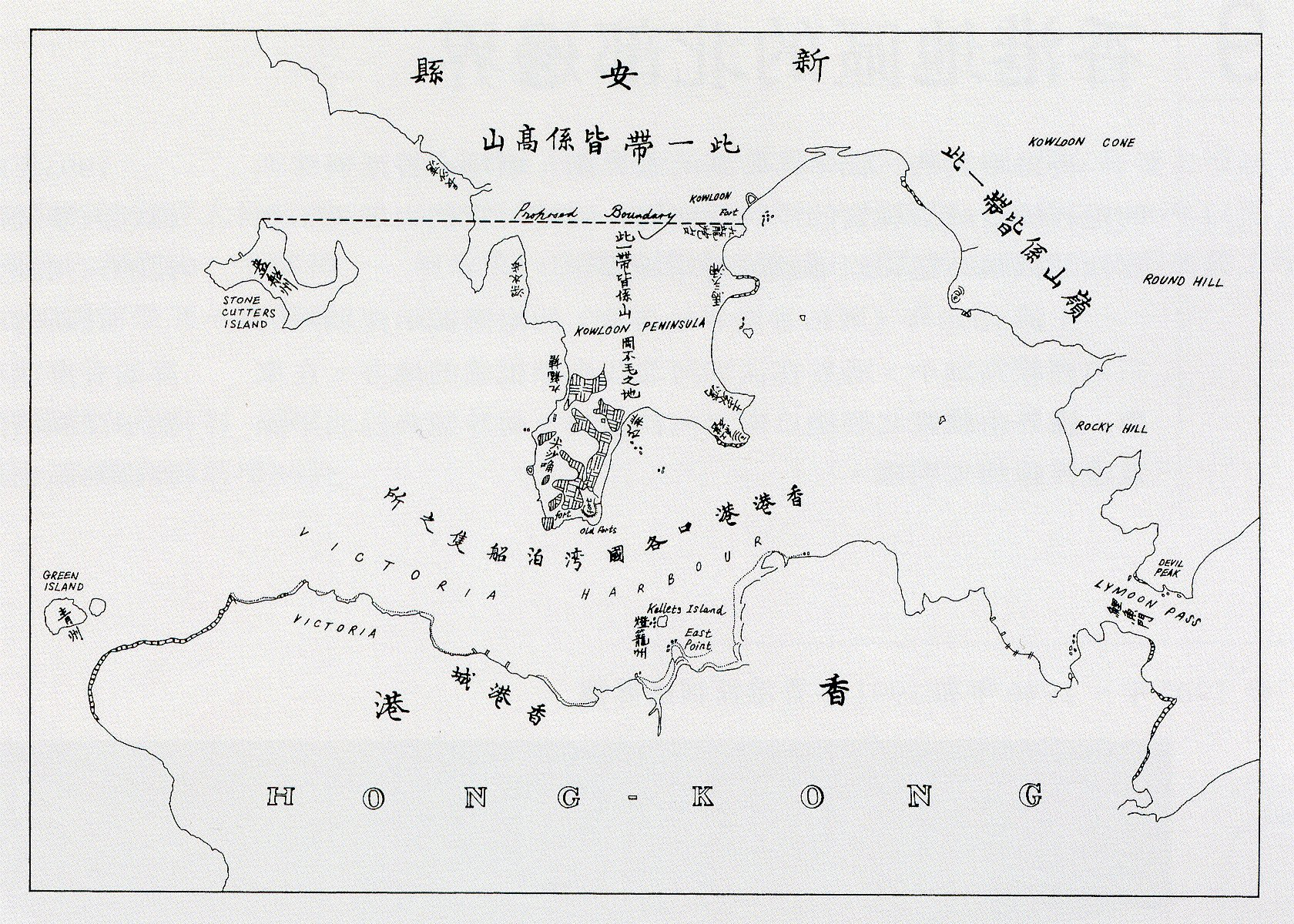
1860年《北京條約》附件中的地圖，香港島北面有一小島「燈籠洲」，英文名為「Kellett Island」

英軍在香港開埠時進佔港島後，於奇力島上修築炮台，當對岸九龍半島亦割讓予英國後，炮台便改為火藥庫。
1940年，香港遊艇會會所由北角電氣道及油街交界遷移至此。到日佔時期恢復軍事用途，1946年遊艇會會所於島上重開。
1955年新銅鑼灣避風塘建成時，已經有海堤從波斯富街連接奇力島。1965年，因港島進行填海工程，奇力島便成為香港島陸地一部分。
1969年至1972年間，灣仔北填海及興建海底隧道入口工程時，海堤兩側均有填海，奇力島繼而發展成現在的模樣。到1986年興建警官俱樂部。
1991年香港遊艇會進行改建工程時，在其地底發現了一個盛載了2000多枚隋、唐及宋代錢幣的陶罐，顯示早於1000年前已有商船漁戶停居該島。

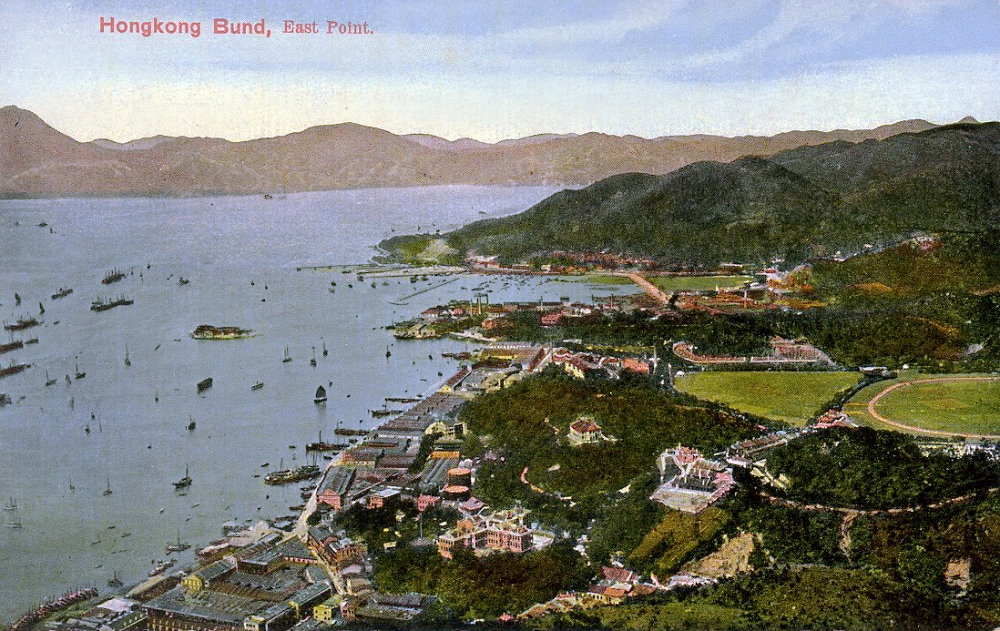
1900年的東角明信片中有燈籠洲
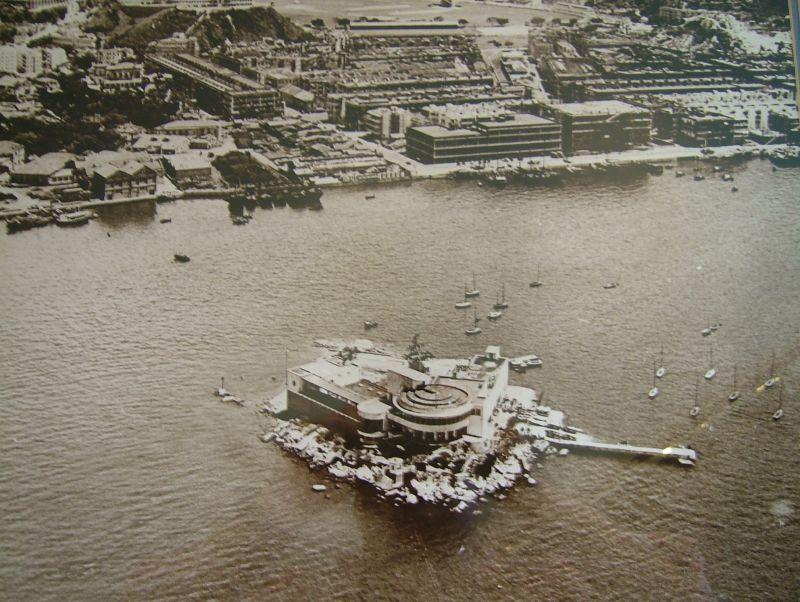
1948年奇力島的香港遊艇會
1960年代初奇力島的海堤
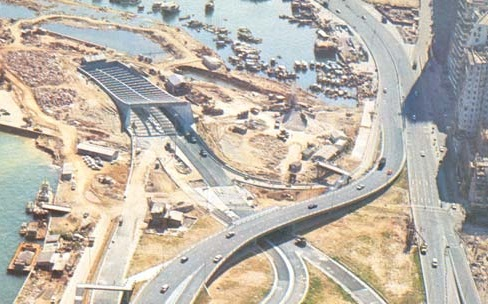
1970年代初海堤兩側均已填海

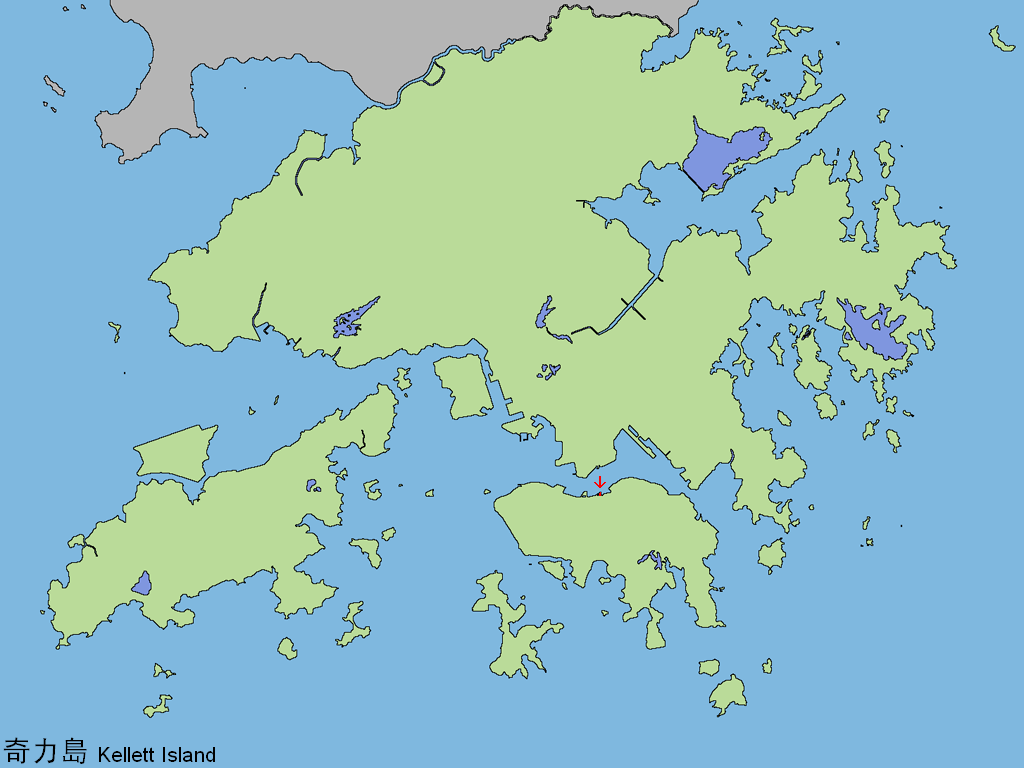
奇力島現在的位置

## 紅香爐說
銅鑼灣天后廟，前稱紅香爐天后廟。對於「紅香爐」來由，其中一個說法就是廟前的「燈籠洲」看似一香爐，所以此天后廟又稱為紅香爐。

## 參見

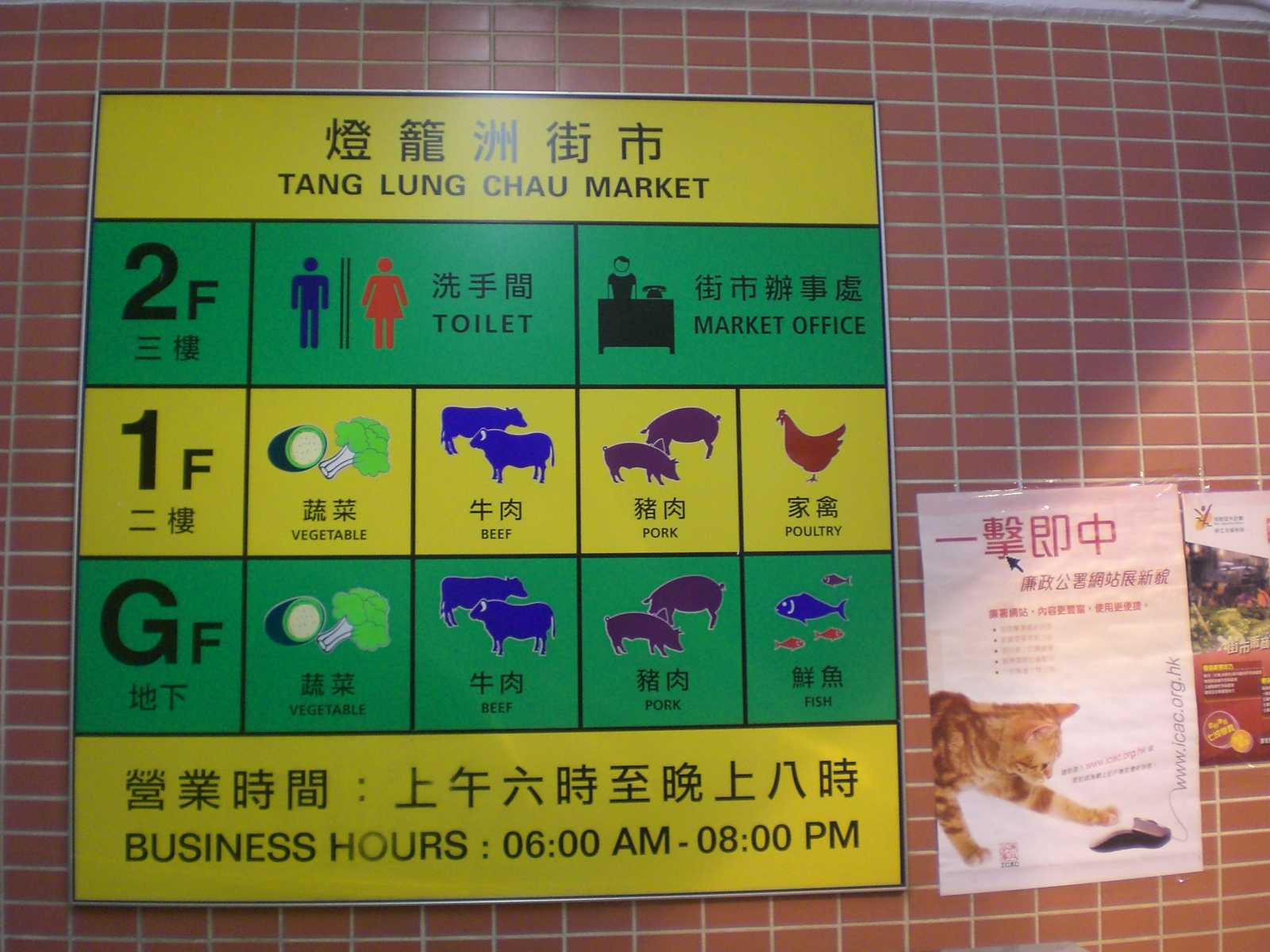
燈籠洲街市仍沿用島嶼以前的名稱命名